# 盲女惊魂记
《盲女驚魂記》（英語：Wait Until Dark）是一部1967年美國驚悚犯罪片，由泰倫斯·楊執導，奥黛丽·赫本和艾倫·亞金主演，改編自1966年百老匯的同名舞臺劇，劇作家為曾寫過《電話謀殺案》的弗雷德里克·諾特。
劇情講述一群歹徒計畫將毒品藏於洋娃娃中，並試圖運送來美國，而盲女蘇西的丈夫卻陰錯陽差的將玩偶帶回家，歹徒們便開始假扮多種身分試圖騙取蘇西的信任，隨著時間的經過，蘇西也開始懷疑這群人的身份，而歹徒的手段也變得越來越激進，甚至不惜痛下殺手。
奥黛丽·赫本也憑藉蘇西一角，獲得第五次也是最後一次的奧斯卡金像獎提名。

## 演員陣容
| 演員                | 飾演角色                     |
| ------------------- | ---------------------------- |
| 奧黛麗·赫本         | 蘇西·韓德瑞克                |
| 亞倫·阿金           | 羅特／哈利羅特／哈利羅特二世 |
| 理察·克里納         | 麥克·塔曼                    |
| 小埃弗倫·津巴利斯特 | 山姆·韓德瑞克                |
| 傑克·韋斯頓         | 卡列諾                       |
| 莎曼珊·瓊斯         | 麗莎                         |
| 茱莉·赫羅德         | 葛羅莉亞                     |